# Erística
La erística (de Eris, la antigua diosa griega del caos, la lucha y la discordia), en filosofía y retórica, es una disciplina que comenzó a desarrollarse en Grecia a finales del siglo IV. Se centra en los principios que rigen el debate y la argumentación dialécticos. A menudo se refiere a un tipo de argumentación que se enfoca en terminar con la disputa con éxito de un argumento en lugar de acercarse a una realidad dada. No se debe confundir con la heurística que es en cierto modo lo opuesto a ella.
Según Terence Henry Irwin, «es característica del procedimiento erístico pensar en algunos argumentos como forma de derrotar al contrario, al mostrar que un oponente debe sancionar la negación de lo que inicialmente se tomó a sí mismo a creer.» Es decir, los argumentos erísticos se centran en tener la razón o en ser percibido convincentemente como acertado. El objetivo general consiste en ganar la discusión, y/o la participación en un conflicto con el único propósito de perder el tiempo a través de argumentos, no para descubrir potencialmente una respuesta verdadera o probable a cualquier pregunta o tema específico.  
La erística aboga por el bien de los conflictos en lugar de la búsqueda de la resolución de conflictos.
Según Aristóteles, este arte de la controversia habría sido creado por Eutidemo. La erística juega un papel fundamental en la filosofía antigua y en las querellas de las distintas escuelas filosóficas. Es objeto de una obra específica de Arthur Schopenhauer: Dialéctica erística o el arte de tener razón, expuesta en 38 estratagemas.

## Etimología
El término erística procede del griego ἐριστικὴ (τέχνη) ('eristiké (téchne)') o «técnica de la disputa», de ἔρις ('eris') que significa «disputa» o «conflicto», a menudo personificada como  Ἔρις, y techne, «arte», «procedimiento». La expresión da lugar al adjetivo ἐριστικός ('eristikós') «erístico» o «relativo a la disputa» (femenino ἐριστική).

## Como herramienta retórica
La erística era un tipo de herramienta de enseñanza con «preguntas y respuestas» popularizada por los sofistas, como Eutidemo y Dionisodoro. Los estudiantes promueven disputas erísticas para aprender a «refutar a su oponente, no importa si él dijo sí o no como respuesta a la pregunta inicial» a través de la práctica.
Platón a menudo contrapuso este tipo de argumentos con el método dialéctico y otros, a su entender, más apropiados como la razón  y la lógica (por ejemplo, en República 454 bis). En el diálogo Eutidemo, Platón satiriza la erística.
Platón creía que el estilo erístico, «no constituye un método de argumentación», creyendo que argumentar erísticamente es utilizar conscientemente argumentos falaces, por tanto, debilitando la posición de uno.
A diferencia de Platón, Isócrates (a menudo categorizado con los sofistas) confundía la erística fusionándola con la dialéctica, sin hacer distinción entre los dos métodos. No incluyó la práctica de cualquiera de sus enseñanzas porque pensaba que la erística carecía de la utilidad social que crea ciudadanos responsables.

## Erística filosófica
Schopenhauer considera que solo la lógica persigue la verdad. Para él, la dialéctica, el sofismo y lo erístico no contienen la verdad objetiva a la vista, solo el aspecto de la misma, y no es fiel a la verdad en sí, ya que tiene como objetivo la victoria. Él se refiere a estos tres últimos métodos como «erística dialéctica» (argumentación contenciosa).
De acuerdo con Schopenhauer en La Dialéctica Erística a la erística concierne principalmente analizar las estratagemas deshonestas para que puedan, a su vez, ser reconocidas y derrotadas, con el fin de continuar un debate dialéctico productivo. Porque la Dialéctica Erística se centra solo en la victoria, y no en la verdad objetiva, por ser su finalidad y propósito de naturaleza egoísta.

## Teoría de la argumentación
Teoría de la argumentación es un campo de estudio que hace preguntas críticas acerca de los argumentos erísticos y los otros tipos de diálogo.